# Sal Bibbo
Salvatore "Sal" Bibbo (Basingstoke, Inglaterra, 24 de agosto de 1974) es un exfutbolista y entrenador inglés que jugaba de portero. Actualmente es entrenador de porteros del Sheffield Wednesday Football Club de la EFL Championship.

## Trayectoria
Bibbo debutó como futbolista en diciembre de 1992 por el Basingstoke Town, equipo de su ciudad natal, en diciembre de 1992. Llegó a la Football League en 1992 cuando fichó por el Crawley Town y en 1993 fichó por el Sheffield United.
En 1996 fichó por el Reading, donde jugó 9 encuentros.
Terminó su carrera en equipos amateur de Inglaterra, hasta su retiro en 2004.
Luego de su retiro, comenzó su carrera como entrenador de arqueros en el Reading, donde firmó contrato en 2006.
En 2017 comenzó a trabajar en el Arsenal.

## Clubes

### Como jugador
| Club                    | País              | Año       |
| ----------------------- | ----------------- | --------- |
| Basingstoke Town        | Inglaterra        | 1992      |
| Crawley Town            | Inglaterra        | 1992-1993 |
| Sheffield United        | Inglaterra        | 1993-1996 |
| Chesterfield (Préstamo) | Inglaterra        | 1995      |
| Ards (Préstamo)         | Irlanda del Norte | 1996      |
| Reading                 | Inglaterra        | 1996-1998 |
| Havant & Waterlooville  | Inglaterra        | 1999-2000 |
| Bath City               | Inglaterra        | 2000-2001 |

### Como entrenador de arqueros
| Club    | País       | Año           |
| ------- | ---------- | ------------- |
| Reading | Inglaterra | 2006-2015     |
| Arsenal | Inglaterra | 2017-presente |